# Bank of Stockton
O Bank of Stockton é um banco comunitário fundado em 1867 e sediado em Stockton, Califórnia. Este banco com mais de 150 anos é um dos maiores bancos comunitários do condado de San Joaquin. O Banco de Stockton possui 19 filiais, em 16 cidades, ao longo de 9 municípios em mercados contíguos no norte da Califórnia. O Bank of Stockton é o banco mais antigo da Califórnia, ainda operando de acordo com sua carta original.

## Fundadores
Em 12 de agosto de 1867, um Certificado de Incorporação da Sociedade de Poupança e Empréstimo de Stockton (nome original do Bank of Stockton) foi apresentado ao secretário do condado de San Joaquin. Apenas dois anos após a Guerra Civil, o primeiro grupo de organizadores, 29 em número, se reuniu no escritório da Union Copper Mining Company, em Stockton, Califórnia. Os seguintes senhores foram Incorporadores: P. E. Connor, O. M. Clayes, R. B. Lane, H. H. Hewlett, James Littlehale, E. Conklin, Chas. Belding, J. McMullen, J. B. Webster, Wm. Os dados foram coletados por meio de entrevistas semiestruturadas e entrevistas semi-estruturadas, com o objetivo de avaliar o desempenho dos participantes, bem como avaliar o desempenho dos participantes., L. M. Hickman, L. L. Howland, Timothy Paige e Thomas Volland. Esses 29 homens foram inspirados a se unir para fornecer ao povo de Stockton ordem e força para suas necessidades financeiras. Eles prometeram arrecadar US$ 100.000 em moedas de ouro dos EUA para iniciar o Banco.
J. M. Kelsey foi eleito para servir como o primeiro Presidente. Naquela época, o Sr. Kelsey era o tesoureiro e cobrador de impostos do condado de San Joaquin. Ele também foi diretor da Union Copper Mining Company. James Littlehale, o primeiro caixa do banco, foi um tesoureiro da cidade de 1866 a 1874, operou uma corretora de produtos bem-sucedida e foi o secretário-tesoureiro da Union Copper Mining Company. O B. W. Bours veio de uma família pioneira de bancos e terrenos em Stockton. L. U. Shippee, que mais tarde se tornou o segundo presidente do Banco, era um grande proprietário de terras no condado. Andrew W. Simpson esteve no primeiro Conselho de Administração e atuou como vice-presidente por 54 anos, de 1867 a 1921. Simpson veio a Stockton em novembro de 1851 e garantiu o trabalho no negócio da madeira com seu irmão. Ele era membro da Weber Fire Engine Company e foi delegado na Convenção Nacional Republicana em Chicago em 1888. Ele foi sucedido por seu filho Andrew W. Simpson Jr. e, quando morreu em 1945, Andrew Simpson III foi eleito para o Conselho. Em 1868, outro conhecido morador local, Charles Haas, ingressou no conselho. Serviu até 1911 e seu filho Charles J. Haas serviu até 1915. O neto de Charles Haas, R. Raymond Haas, atuou como Diretor de 1937 a 1966. Os homens que fundaram o banco eram empresários independentes e líderes comunitários respeitados.[carece de fontes?]

## Primeiros anos
O primeiro local do Bank of Stockton foi compartilhado com a Union Copper Mining Company e o aluguel foi de meros US$ 41 por mês. Quando os negócios bancários começaram em 20 de setembro de 1867, os fundadores do Banco tinham tanta fé na comunidade e em seu povo que emprestaram dinheiro antes do primeiro depósito. O primeiro empréstimo de US$ 1.000 foi feito e no dia seguinte o primeiro depósito comercial foi feito pela Jones, Hewlett & Sons. H. H. Hewlett era proprietária desse negócio, além de fundadora e diretora original do Bank of Stockton. Ele era conhecido como um dos banqueiros de maior sucesso na costa do Pacífico. Nos primeiros 24 dias de operação, o Banco possuía US$ 100.000 em negócios. Grande parte da aceitação antecipada do Banco se deve à reputação dos homens que foram seus fundadores.[carece de fontes?] Os principais princípios pelos quais o banco operava tinham muito significado para os depositantes. Um documento, intitulado “Um Contrato com Depositantes”, prometeu que o Conselho de Administração do Banco usaria depósitos para fazer empréstimos e investimentos, mas sempre com a segurança dos depositantes antes do lucro da Corporação. Em 1875, os negócios do Banco haviam aumentado a ponto de o escritório original ser pequeno demais para fornecer serviços suficientes; consequentemente, um contrato de arrendamento de dez anos foi assinado em 30 de dezembro de 1875 para o aluguel do Edifício McKee, no canto sudoeste de Hunter e Main. Em 1º de fevereiro de 1876, a primeira reunião foi realizada na “Nova Casa Bancária”. O Presidente Kelsey faleceu em 29 de janeiro de 1877 e em 6 de fevereiro de 1877, L. U. Shippee foi eleito Presidente. O Sr. Shippee serviu por 16 anos até 1893 e foi responsável por trazer a primeira Feira Estadual da Califórnia para Stockton. Fred M. West foi eleito Secretário em 1880 e mais tarde tornou-se Presidente em 1893. O Presidente Fred West baseia-se na tradição do compromisso do Bank of Stockton com a comunidade. West, também um tesoureiro do condado, desempenhou um papel importante ao levar as ferrovias de Santa Fe e Western Pacific a Stockton e foi o primeiro presidente da Câmara de Comércio de Stockton.
Em 2 de dezembro de 1903, o Banco comprou a “Propriedade Arcade” no canto nordeste de Main e San Joaquin por US$ 75.000. Em 17 de julho de 1906, uma Assembléia Geral Extraordinária autorizou o gasto de US$ 250.000 para a construção de um novo banco. Esta nova casa para o Bank of Stockton foi construída na esquina nordeste das ruas Main e San Joaquin. “Primeiro arranha-céu de Stockton” apareceu no jornal como manchetes, e era sobre o novo Banco de Stockton que a comunidade estava falando.
Os primeiros anos do Banco de Stockton foram concluídos com um período de liderança de pai e filho. R. E. Wilhoit, eleito para o Conselho em 1894, sucedeu Fred M. West como presidente em setembro de 1909. Tendo servido sua comunidade como supervisor do condado, registrador, presidente do conselho da cidade e presidente do conselho de educação, R. E. Wilhoit exemplificou a filosofia de envolvimento da comunidade do Banco de Stockton. Em 1917, o filho de R. E. Wilhoit, Eugene L. Wilhoit, assumiu o cargo de Presidente e serviu até 1949. Eugene não apenas manteve, mas aumentou o prestígio do nome Wilhoit nos círculos financeiros. Quando o Bank of Stockton era freqüentemente chamado de "Wilhoit Bank", carregava consigo um anel de confiança e garantia para depositantes e acionistas.
O Bank of Stockton e Eugene Wilhoit foram fundamentais para levar a Universidade do Pacífico (Estados Unidos) para Stockton. No início dos anos 20, Tully C. Knoles chegou a Stockton, com o objetivo de organizar uma pequena faculdade para a área de Stockton, de San Jose, Califórnia. Tully chamou Eugene Wilhoit, que havia se formado no College of Pacific no campus de San Jose e em 1922, foi eleito para o Conselho de Regentes da COP. Em 1924, Eugene Wilhoit e Tully Knoles formaram um comitê para ajudar a arrecadar dinheiro para mudar a Universidade de San Jose para Stockton. Uma vez aqui, uma das primeiras coisas que a faculdade precisava era de assistência financeira, e Wilhoit a aprovou com veemência. Isso permitiu que o College of Pacific, agora Universidade do Pacífico, se mudasse para Stockton.[carece de fontes?]

## Crescimento e Mudança
Em 1949, R. L. Eberhardt tornou-se o sexto presidente do Bank of Stockton. Ele se formou na Universidade da Califórnia em 1923 com um diploma de bacharel em ciências. Serviu no Exército dos EUA, nas Forças Expedicionárias Americanas na Primeira Guerra Mundial e tornou-se Sargento-Mestre com inúmeras honras militares. Com experiência como contador na Irvine & Muir Lumber Company em Willits, Califórnia, e experiência como Assistente de Caixa no Bank of Willits, tornou-se Examinador de Banco Estatal no Departamento Bancário do Estado da Califórnia. Em 1927, ele chegou ao Bank of Stockton como vice-presidente de assistência e caixa. Naquela época, os ativos do Banco totalizavam US$ 9.000.000. Em 1931, ele se tornou vice-presidente e, em 1936, foi eleito para o cargo de vice-presidente executivo. Ele serviu nesse cargo até 1949, quando foi eleito Presidente do Banco. R. L. atuou em assuntos cívicos, como demonstram seus muitos anos na Comissão Portuária e no County Fair Board. Ele também atuou como Presidente da California Bankers Association e foi durante muito tempo Regente da Universidade do Pacífico. Grande parte do crescimento do banco ocorreu nos 36 anos em que ele esteve associado. Sua principal conquista foi o novo escritório central do Banco, concluído em 1960, na esquina das ruas Miner e San Joaquin, em Stockton. Milhares de pessoas passaram a ver "o sistema bancário mais moderno do estado". R. L. Eberhardt serviu como Presidente até 1963, quando seu filho, Robert (Bob) Eberhardt, foi nomeado Presidente.
Bob se formou na Universidade do Pacífico em Stockton. Depois de terminar o ensino médio no Instituto Militar do Novo México, Bob se matriculou na UOP, onde jogava futebol. No meio da temporada, ele foi chamado pela Força Aérea para servir nos Açores e na França. Em 1952, Bob ingressou no Departamento Bancário do Estado da Califórnia como examinador. Ele permaneceu examinador até 1956, quando começou a trabalhar no Bank of Stockton. Em 1958, ele foi nomeado para o Conselho de Administração e, em 1959, foi nomeado vice-presidente e trabalhou ao lado de seu pai. Em 1963, após a morte de seu pai, ele assumiu o comando como presidente do Bank of Stockton, bem como presidente da Independent Bankers Association do norte da Califórnia. Nesse mesmo ano, ele sucedeu seu pai como membro do Conselho de Regentes da UOP. Em 1969, aos 42 anos, Robert M. Eberhardt se tornou um dos presidentes mais jovens da California Bankers Association. Como presidente do Comitê de Governo Responsável por Banqueiros, ele ajudou a reunir bancos comunitários para dar voz a eles na legislação, a fim de competir com grandes bancos nacionais.
Em 1968, o presidente Eberhardt negociou com Bessie Carson Gunton, filha de um dos depositantes originais do Banco, William McKendree Carson, para a compra de terras anteriormente pertencentes a seu pai, onde hoje estão localizadas Pacific Avenue e Benjamin Holt Drive em Stockton. Este terreno foi adquirido para os fins da primeira “Filial” do Banco. O Carson Oaks Office foi inaugurado em 1970.
Os anos 80 viram ainda mais crescimento para o Banco, com a aquisição do Mid-Cal National Bank. Os quatro novos locais deram representação imediata da agência do Banco de Stockton em todo o condado de San Joaquin, com agências em Lodi, Califórnia, Tracy, Califórnia, Manteca, Califórnia, e Pine Grove, no Condado de Amador, Califórnia. Em 16 de setembro de 1990, o Escritório Delta do Banco Quail Lakes foi aberto em Stockton. O crescimento lento e cauteloso tem sido uma tradição para o Bank of Stockton.
Em maio de 1990, surgiu a oportunidade de o Banco adquirir os depósitos da Royal Oaks Savings and Loan. Essa aquisição criou uma nova filial da Ripon para o Bank of Stockton.
Em 1993, o Bank of Stockton se tornou o primeiro banco da costa oeste a introduzir o então inovador “Image Check System”, que substituía cheques cancelados por imagens reduzidas de cheques.
Em 1990, Bob Eberhardt adquiriu a coleção de fotografias do falecido fotógrafo de Stockton, Leonard Covello, com o objetivo de preservar a história local. O Bank of Stockton tinha muitos itens históricos e fotos próprias em uma coleção existente. A Coleção Covello, datada de 1850 e composta por mais de 21.000 imagens históricas do Vale Central (Califórnia), Mãe Lode e comunidades vizinhas, foi uma oportunidade que Eberhardt não deixou passar. A coleção inteira agora é digitalizada em um banco de dados visual. Desde então, a coleção cresceu para mais de 31.000 fotografias.
No outono de 1994, presidente Robert M. Eberhardt faleceu. O legado de liderança, comprometimento e determinação que Robert M. Eberhardt deixou para trás continua a servir como um componente importante da força do Bank of Stockton.
A tradição da liderança familiar continuou quando Douglass M. Eberhardt assumiu seu lugar como oitavo presidente do banco, comprometendo-se com as tradições e filosofias que fizeram do Bank of Stockton um sucesso por mais de um século.
Douglass Eberhardt se formou no College of the Pacific em 1959, com especialização em Administração de Empresas e especialização em Economia. Ele se formou em 1966 na Escola Bancária da Costa do Pacífico da Universidade de Washington e em 1974 cum laude da School for Bank Administration, com especialização em Controladoria. Ele também serviu nas Reservas do Exército dos EUA, Armour Corps. Eberhardt atuou no Conselho de Regentes da Universidade do Pacífico e esteve muito envolvido no progresso e crescimento da Escola de Negócios Eberhardt da Universidade, nomeada em homenagem à família Eberhardt em junho de 1997. Como seu irmão e pai antes dele, o envolvimento de Doug na comunidade incluía assentos em vários conselhos e afiliações.
Eberhardt também viu oportunidade em resposta a uma crescente base de clientes na área de Manteca, Califórnia, e construiu um novo e maior escritório em Manteca no outono de 1997. Em 5 de dezembro de 1997, o Bank of Stockton adquiriu oficialmente três agências do Bank of America, dando representação bancária nos novos mercados do Angels Camp no Condado de Calaveras e Rio Vista, Califórnia no Condado de Solano. A aquisição incluiu um grande escritório B of A em Ripon, Califórnia, que logo foi remodelado e se tornou o principal local do banco em Ripon. Marcando outro marco na história do banco, o Bank of Stockton se tornou o primeiro banco comunitário sediado no Central Valley a atingir mais de US$ 1 bilhão em ativos em maio de 1999.
Em fevereiro de 2003, o Bank of Stockton abriu uma nova agência na cidade de Oakdale, Califórnia. No outono seguinte, o Banco adquiriu o Modesto Commerce Bank e o Turlock Commerce Bank como Divisões do Bank of Stockton. As agências adicionais adicionaram mais de US$ 330 milhões em ativos e aumentaram os ativos do Banco para aproximadamente US$ 1,75 bilhão. A aquisição expandiu a rede de agências do Banco no Condado de Stanislaus. Em 21 de dezembro de 2006, o Elk Grove Commerce Bank, uma divisão do Bank of Stockton, abriu suas portas. Em 25 de agosto de 2008, para melhor atender a crescente base de clientes em Modesto, Califórnia, a divisão Modesto Commerce Bank abriu sua filial em Dale Road. Em 1º de março de 2009, o Bank of Stockton anunciou seus planos de compra da agência do Wachovia Bank em Sonora, Califórnia. No outono de 2015, o Banco adquiriu três novas agências do First Bank, localizadas em Brentwood, Califórnia, Napa, Califórnia, e Fairfield, Califórnia. Essa aquisição aumentou os ativos do Banco para US$ 2,4 bilhões e deu ao Banco uma representação no Condado de Contra Costa e Napa, com uma segunda filial no Condado de Solano. A aquisição elevou a presença de agências do banco para 19 em 9 municípios contíguos.
Em 2015, Douglass Eberhardt II foi eleito 9º Presidente do Banco de Stockton, com Doug Sr. continuando como CEO e Presidente do Conselho. O jovem Eberhardt era anteriormente vice-presidente executivo, trabalhando em estreita colaboração com o pai por mais de vinte anos. Douglass II é formado em administração de empresas pela Universidade do Pacífico em 1989. Douglass é o 4º Eberhardt na história do Banco a ser nomeado para o cargo de Presidente, precedido por seu pai, Douglass, seu tio Robert e seu avô, R. L. Eberhardt. Ele é o 9º Presidente na história do Banco, há 150 anos, continuando o período de liderança da Eberhardt.[carece de fontes?] Em julho de 2016, o Banco decidiu consolidar os nomes de suas Divisões, Modesto Commerce Bank, Turlock Commerce Bank e Elk Grove Commerce Bank, no Bank of Stockton.[carece de fontes?]